# The Sewanee Review
The Sewanee Review est une revue littéraire trimestrielle américaine publiée par la Johns Hopkins University Press. Fondée en 1892 à Sewanee dans le Tennessee et publiée sans discontinuité depuis, la revue est la plus ancienne du genre aux États-Unis.

## Historique
La revue est fondée par le professeur et critique littéraire William Peterfield Trent.